# Ніколіна Брняц
Ніколіна Брняц (хорв. Nikolina Brnjac; нар. 11 липня 1978, Карловаць) — хорватська політична діячка, професор, доктор наук. Міністр туризму і спорту Хорватії у другому уряді Андрея Пленковича.

## Життєпис
Одержала диплом і здобула ступінь доктора на факультеті транспортних наук Загребського університету. 2009 року захистила докторську дисертацію під назвою «Ідентифікація релевантних критеріїв для визначення мережі інтермодальних терміналів».
2009 року їй присвоєно вчене звання наукового співробітника, 2010 — доцента. Відтоді викладає та веде різні курси на факультеті транспортних наук Загребського університету.
2011 року дістала звання старшого наукового співробітника, 2013 — наукового радника, а 2016 — надзвичайного професора.
У 2010—2018 роках була завідувачкою кафедри інтермодальних перевезень факультету транспортних наук Загребського університету. Крім того, працювала викладачем у Технічному університеті Чалмерса (Гетеборг), на економічному факультеті Люблянського університету, юридичному факультеті Загребського університету тощо.
З 2015 по 2017 працювала експертом-оцінювачем Єврокомісії з логістики і транспорту. Також брала участь як дослідниця/керівниця у численних європейських і вітчизняних проєктах.
2016 року вступила в Хорватську демократичну співдружність (ХДС).
Активно включилася в кампанію перед парламентськими виборами у вересні 2016 року та брала участь у роботі різних комітетів ХДС. Проходила за списком ХДС на виборах до Європарламенту, що відбулися 26 травня 2019, та на виборах до хорватського парламенту 5 липня 2020.
У липні 2019 року призначена державним секретарем у Міністерстві закордонних та європейських справ, а під час головування Хорватії в Раді Європейського Союзу з 1 січня по 30 червня 2020 року обіймала посаду делегованого міністра (ministre délégué), представляючи Раду Європейського Союзу в Європарламенті.
З березня 2017 по липень 2019 обіймала посаду державного секретаря у Міністерстві моря, транспорту та інфраструктури. З 2015 до кінця 2017 перебувала на посаді заступниці голови Спілки інтермодальних перевезень та логістики Хорватської торговельної палати. З 2010 — дійсний член Наукової ради з питань транспорту Хорватської академії наук і мистецтв.
23 липня 2020 склала присягу на посаді міністра туризму і спорту у п'ятнадцятому уряді Республіки Хорватія.
Одружена, мати двох дітей.